# Italochrysa nigrovenosa
Italochrysa nigrovenosa là một loài côn trùng trong họ Chrysopidae thuộc bộ Neuroptera. Loài này được Kuwayama miêu tả năm 1970.